# Borenshult
| Borenshults slusstrappa, sedd i två riktningar. |  | Borenshults slusstrappa, sedd i två riktningar. |
| Borenshults slusstrappa, sedd i två riktningar. |  |                                                 |

Borenshult är en stadsdel i Motala i Östergötland. I Borenshult finns en 15 meter hög slusstrappa med fem slussar som leder Göta Kanal ut i sjön Boren.
På kanalens norra sida finns en källåder som orsakade stora problem vid slussbyggnadet. 1824–1825 byggdes källådern in i en kalkstensränna som leder vattnet ner till nedersta slussen, där den kommer fram i ett grovt kopparrör i en kalkstensbrunn. 1832 benämns källan Prins Oscars källa, men kallades även Brunnskällan. Förr tog passagerarbåtarna sitt dricksvatten från källan då de passerade Borenshult. Det klara vattnet ansågs vara lika kraftgivande som vattnet i Medevi brunn.